# Livree

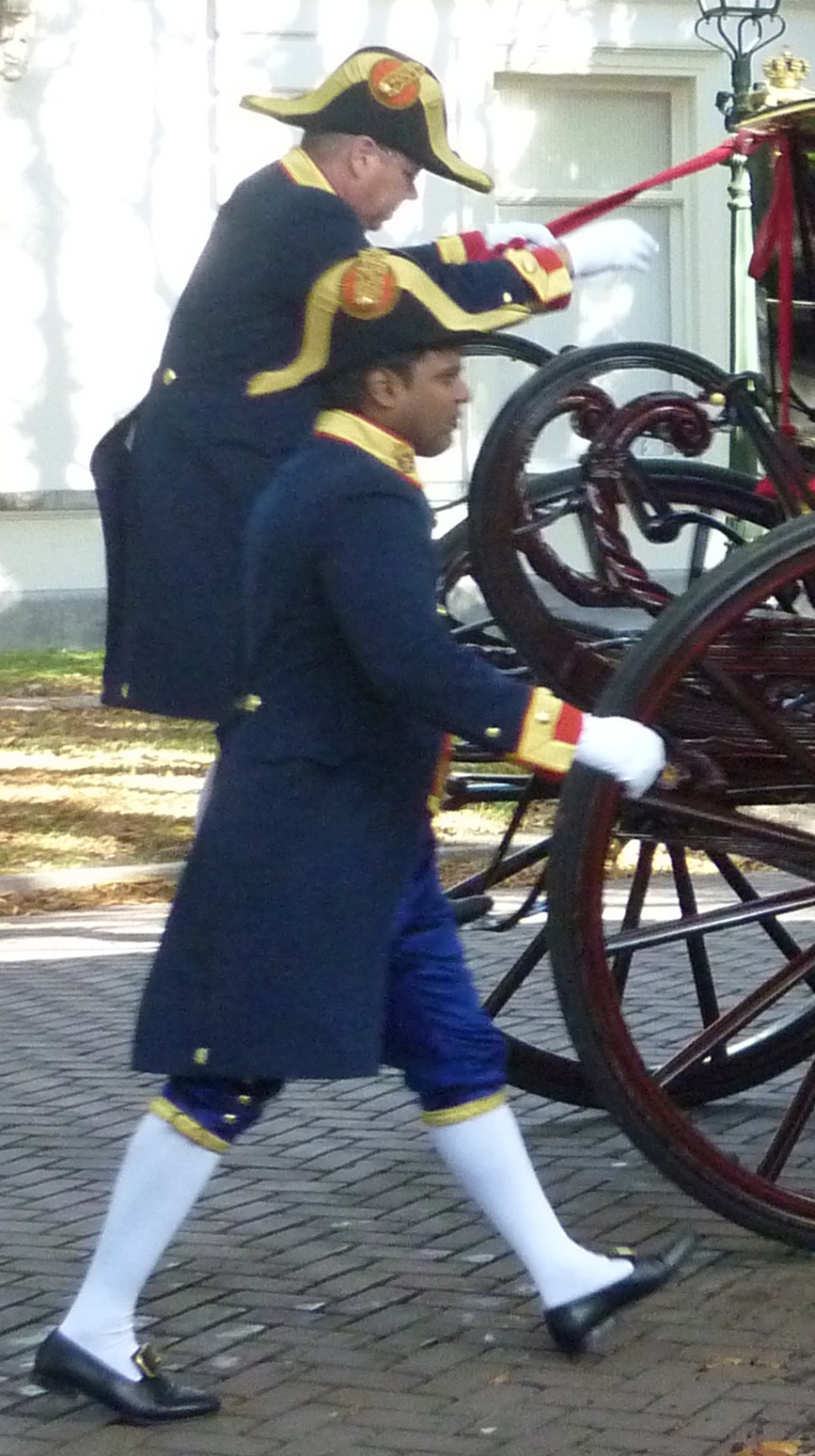
Königliche Bedienstete, Den Haag

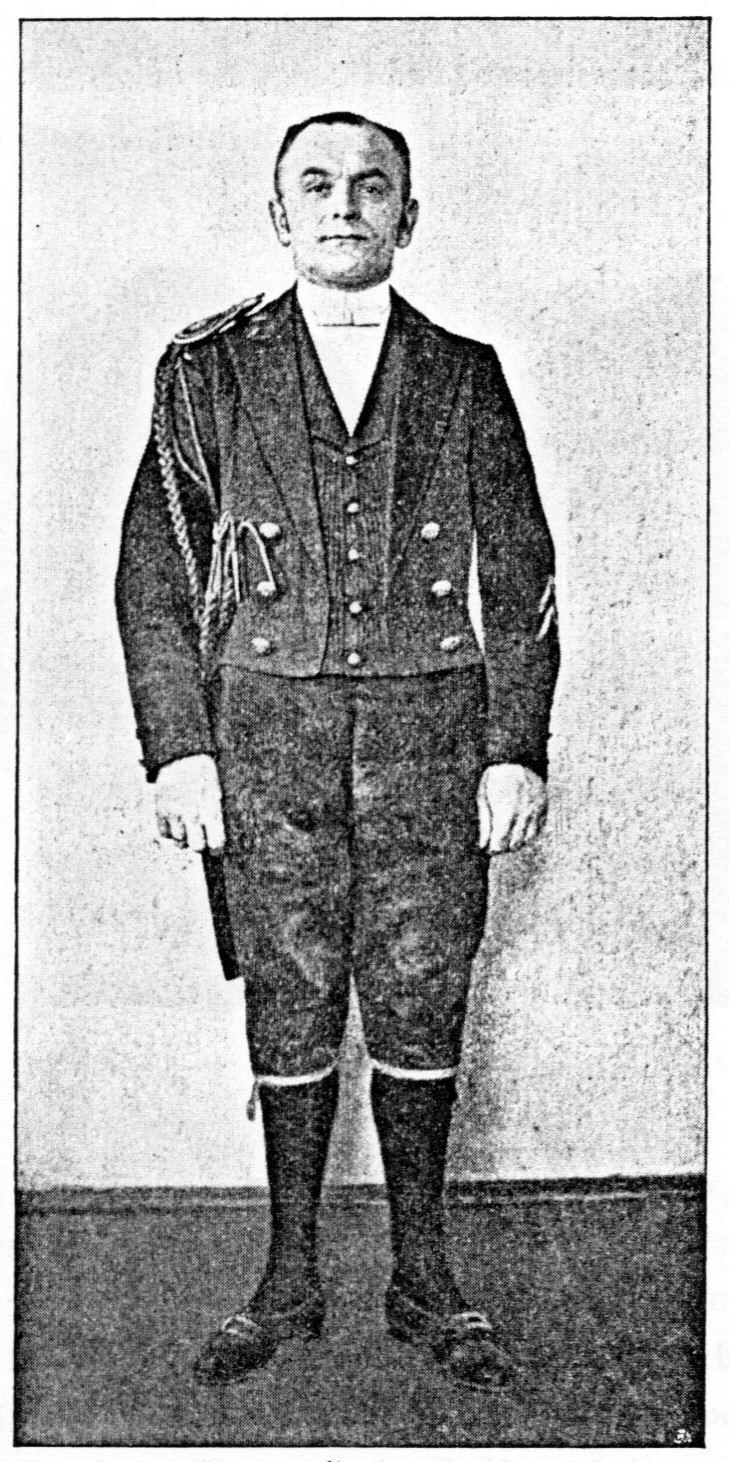
Diener in Livree (um 1900)

Livree ist eine alte Bezeichnung für die Kappen oder Pelzmäntel, die früher der König in Frankreich an den großen Jahresfeierlichkeiten den Bannerherren und Rittern überreichte.
Später wurde es eine Bezeichnung für die einer Uniform ähnliche Bekleidung der Dienerschaft. Diese war in besonderen Farben gehalten, die sich bei manchen Adelshäusern nach den Wappenfarben, bei anderen nach dem persönlichen Geschmack des Hausherrn richtete. Die jeweilige Livree wurde auch als Hoffarbe bezeichnet. Ursprünglich mussten auch Fürsten, die Vasallen eines anderen waren, die Livree ihres Herrn tragen, wenn sie an dessen Hof erschienen oder in seinem Auftrag unterwegs waren.

Die Livree-Mode wurde in Europa lange Zeit vom französischen Hof in Versailles bestimmt. Im Allgemeinen erhielten die Bediensteten zusätzliche Livreen für festliche Anlässe, die sich von der Alltagsuniform unterschieden, sowie spezielle für den Morgen (Lever). Eine ausführliche Beschreibung der im 18. Jahrhundert in England üblichen Livree gibt die Oeconomische Encyclopädie von Johann Georg Krünitz: 

„Gewöhnlich ist sie einfarbig, jedoch nicht mit Borten besetzt. Außerdem ist es auch eine dunkle Farbe, welche weder Regen noch Schmutz übel nimmt, weil die Bedienten auf Reisen immer reiten müssen. Die Röcke sind wie Leibröcke gemacht, mit sehr kurzen Schößen, hierzu runde Hüte mit einer Tresse […] oder mit goldenen und silbernen Schnüren und Quästchen. Zur guten Livree suchen sie große spanische Röhre und Haarbeutel. Zur zweyten Livree tragen sie Zöpfe. Die dritte Livree des Morgens ist eine Puderfarbe […] Kutscher vom Pferd tragen kurze ganz enge Westchen […] gelbe Beinkleider und knappe Stiefeln mit braunen Stülpen […] dazu plattirte Sporen. Reitknechte haben runde Hüte, Kutscher aber […] Jagdkappen mit Schnüren und Quästchen. Die Farben sind gewöhnlich sehr grell, daß sie von weitem gesehen werden.“

Die Diener, die eine Livree trugen, wurden auch Livree-Bediente genannt im Unterschied zu den Kammerdienern, die keine trugen. Ein anderer Ausdruck für erstgenannte war Lakaien.
Üblicherweise wurde die Livree vom jeweiligen Dienstherrn zur Verfügung gestellt, also auf seine Kosten geschneidert, die dann zwei Jahre lang halten sollte, ehe es eine neue Ausstattung gab. Die alte Dienstkleidung durfte von den Bediensteten behalten werden.